# Jouswierpolder
De Jouswierpolder of Jouswiersterpolder is een polder en natuurgebied bij Jouswier in de gemeente Noardeast-Fryslân, in de Nederlandse provincie Friesland.
Ten westen van Jouswier liggen de Marlannen, een polder. Het Muizenrid (Fries: Mûzeriid) is een natuurlijk stroompje dat van zuidwest naar noordoost door de Marlannen loopt. Aan deze waterloop lagen twee meertjes, het Jouswierstermeer en het Mellemameertje, genoemd naar de Mellema State bij Oostrum. De stijgende zeespiegel in de 2e en 3e eeuw na Christus zorgde voor de afzetting van knipklei in het gebied, boven op de aanwezige veengronden. Hier werd tot in de Middeleeuwen zout geworden veen afgegraven en verbrand om zo het zout te verkrijgen, zogenaamde moernering.
Dit accentueerde de lage ligging van dit gebied, dat in het verleden meermaals overstroomde en enkel in de zomer droog was. De huuropbrengst van de landerijen waarmee de predikant van Jouswier betaald moest worden, was dan ook gering. Al in 1581 had Jouswier een kleine pastorie en was het dorp eigenlijk niet in staat om predikant in dienst te hebben.
De afwatering van Oostdongeradeel verliep via de Ezumazijl en de Oostrumerzijl. De Oostrumerzijl werd onderhouden door de dorpen Aalsum, Jouswier, Metslawier, Oostrum en Wetsens. Deze zijl slibde dicht en werd in 1672 opgeheven. Het dichtslibben van de Paesens en opstuwend boezemwater uit de provincie, maakte dat Oostdongeradeel vaak met overstromingen te kampen had. Zo kwam het water van Westdongeradeel binnen via de Jaarlasloot bij Wetsens, even ten westen van Jouswier. De situatie verergerde toen in 1729 de Sluis Dokkumer Nieuwe Zijlen aangelegd werd. Hiermee kwamen alle sluizen rond de stad Dokkum ter vervallen en kreeg Oostdongeradeel nog meer te verwerken.
In 1821 werd een oplossing geboden door het aanleggen van een dijk van Dokkum naar Holwerd om zo de polder Oost- en Westdongeradeel te creëren. Om de zomerpolder tussen Jouswier, Oostrum en Ee definitief in te polderen, werd in 1854 een inpolderingscontract gesloten voor ruim 204 ha. In 1851 werd de bouwvallig geworden watermolen afgebroken en vervangen door een nieuwe die op de Zuider Ee uitsloeg.
Volgens de kaart van Wopke Eekhoff werd het Jouswierstermeer in 1855 drooggelegd. De Jouswierpolder was tot 1910 een particuliere polder. In dat jaar werd het waterschap Jouswier opgericht. Anno 2019 is het een weidevogelgebied en maakt het deel uit van het natuurgebied Noard-Fryslân van Staatsbosbeheer.